# Торм (селище)
Торм (рос. Торм) — селище Баунтовського евенкійського району, Бурятії Росії. Входить до складу Сільського поселення Алматське.
Населення — ненаселене (2015 рік).